# تپه قوربچه کامحمدرضا
تپه قوربچه کامحمدرضا مربوط به مس- سنگی- عصر آهن دو I - دوره ساسانیان است و در شهرستان دورود، بخش مرکزی، دهستان ژان، ۱۵۰ متری شمال شرقی روستای کا محمد رضا واقع شده و این اثر در تاریخ ۲۳ بهمن ۱۳۸۵ با شمارهٔ ثبت ۱۷۲۰۶ به‌عنوان یکی از آثار ملی ایران به ثبت رسیده است.